# John Farley (Schauspieler)

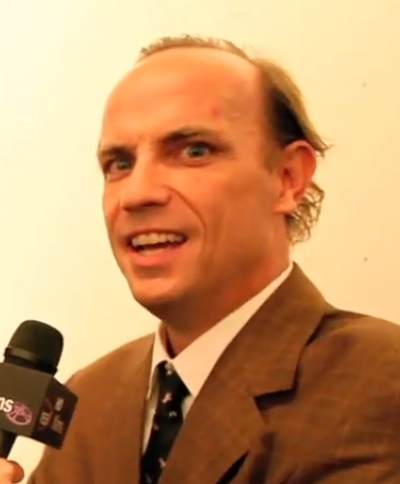
John Farley (2010)

John Farley (* 29. Oktober 1968 in Madison, Wisconsin) ist ein US-amerikanischer Schauspieler.

## Leben
John Farley ist der jüngste Bruder des verstorbenen Starkomikers Chris Farley. Er wuchs als Sohn des Besitzers der Ölfirma Scotch Oil Co. im ländlichen Wisconsin auf. John Farley studierte Marketing und machte im Jahr 1992 seinen Abschluss am Regis University. Anschließend wandte er sich aber der Schauspielerei zu und wurde wie einige Jahre zuvor sein Bruder Chris Mitglied der Improvisations-Theatergruppe The Second City in Chicago.
Seit 1993 war John Farley in fast 50 Kinofilmen sowie rund 30 Fernsehproduktionen zu sehen. In den 1990er-Jahren hatte er kleinere Auftritte in den Filmen seines Brudes Chris. Mit seinem anderen Bruder Kevin P. Farley, der ebenfalls Schauspieler ist, stand John Farley in den Filmen Eine wahre Geschichte – The Straight Story (1999) und Blond und blonder (2007) in Nebenrollen jeweils als Geschwisterpaar vor der Kamera. John Farley trat bereits jeweils mehrfach in Filmkomödien von Adam Sandler, Kevin James und David Spade auf, wobei er allerdings meist nur ein oder zwei Szenen umfassende kleinere Nebenrollen spielt. Von 2019 bis 2020 fungierte er als Ansager der Fernsehshow von David Spade, Lights Out with David Spade.
John Farley ist seit 2005 mit der Schauspielerin Jennifer Farley verheiratet und hat mit ihr zwei Kinder.

## Filmografie (Auswahl)
- 1993: Roseanne (Fernsehserie, 3 Folgen)
- 1995: Tommy Boy – Durch dick und dünn (Tommy Boy)
- 1996: Black Sheep
- 1997: Beverly Hills Ninja – Die Kampfwurst (Beverly Hills Ninja)
- 1998: Waterboy – Der Typ mit dem Wasserschaden (The Waterboy)
- 1998: Fast Helden (Almost Heroes)
- 1999: Eine wahre Geschichte – The Straight Story (The Straight Story)
- 1999: Frasier (Fernsehserie, 1 Folge)
- 2000: Little Nicky – Satan Junior (Little Nicky)
- 2000: Dickie Roberts: Kinderstar (Dickie Roberts: Former Child Star)
- 2001: Mr. Undercover
- 2001: Joe Dreck (Joe Dirt)
- 2001: Animal – Das Tier im Manne (The Animal)
- 2001–2002: The Ellen Show (Fernsehserie, 1 Folge)
- 2002: Adam Sandlers acht verrückte Nächte (Eight Crazy Nights)
- 2004: Absolut relativ (It's All Relative; Fernsehserie, 3 Folgen)
- 2005: Deuce Bigalow: European Gigolo
- 2005: Lass es, Larry! (Curb Your Enthusiasm; Fernsehserie, 1 Folge)
- 2006: Loving Annabelle
- 2006: Die Bankdrücker (The Benchwarmers)
- 2007: Chuck und Larry – Wie Feuer und Flamme (I Now Pronounce You Chuck & Larry)
- 2007: Blond und blonder (Blond and Blonder)
- 2007: My Name Is Earl (Fernsehserie, 1 Folge)
- 2008: Leg dich nicht mit Zohan an (You Don’t Mess with the Zohan)
- 2008: Get Smart
- 2008: Extreme Movie
- 2008: Strange Wilderness
- 2011: Jack und Jill (Jack and Jill)
- 2013: Paranormal Movie
- 2014: Mädelsabend – Nüchtern zu schüchtern! (Walk of Shame)
- 2015: Portlandia (Fernsehserie, 1 Folge)
- 2015: Die lächerlichen Sechs (The Ridiculous Six)
- 2017: Sandy Wexler
- 2018: Vater des Jahres (Father of the Year)
- 2019–2020: Lights Out with David Spade (Fernsehshow, als Ansager, 107 Folgen)
- 2020: The Wrong Missy
- 2022: Home Team